# Manduca diffissa
Manduca diffissa är en fjärilsart som beskrevs av Butler 1871. Manduca diffissa ingår i släktet Manduca och familjen svärmare. Inga underarter finns listade i Catalogue of Life.

## Beskrivning

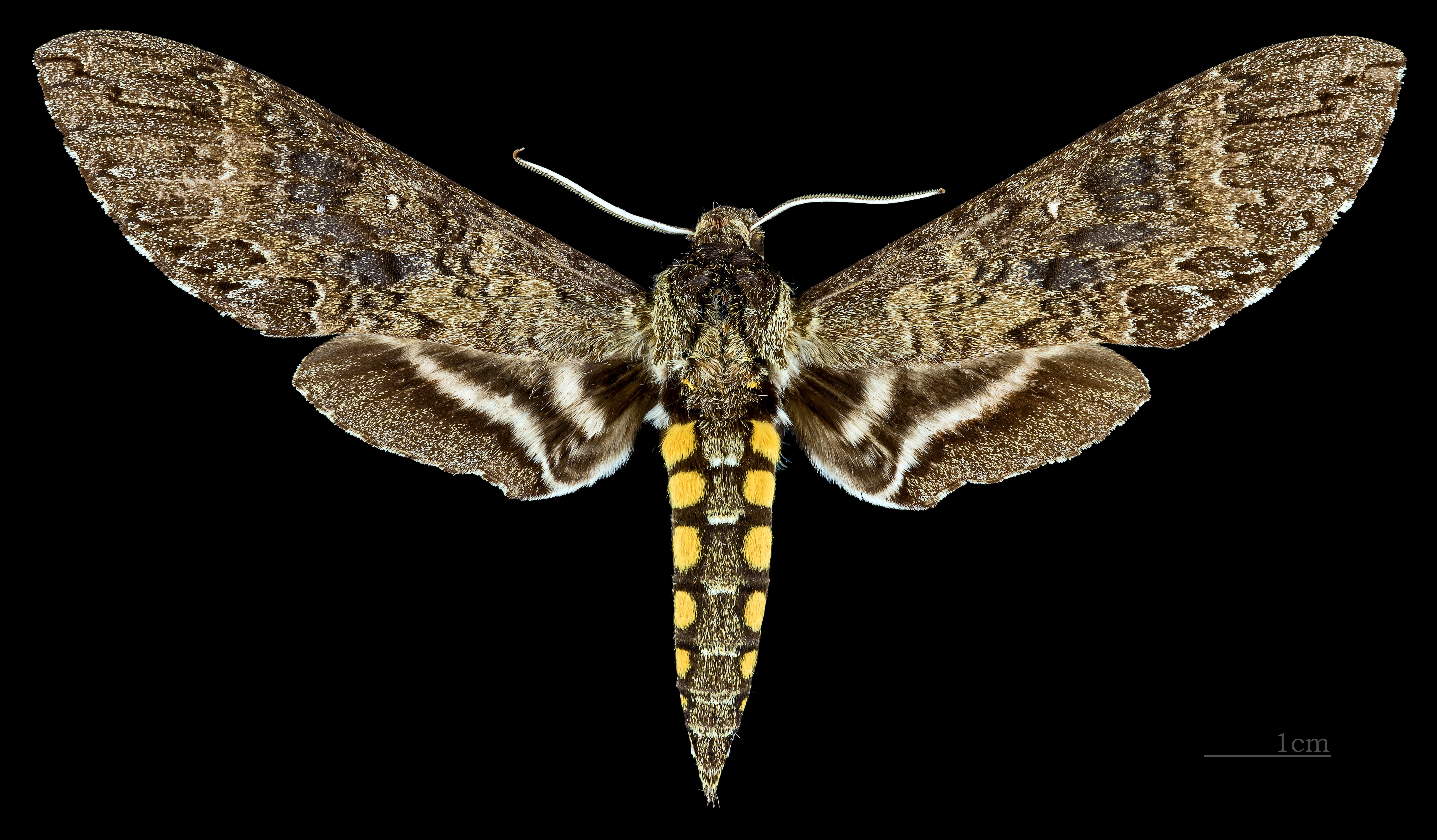
♂
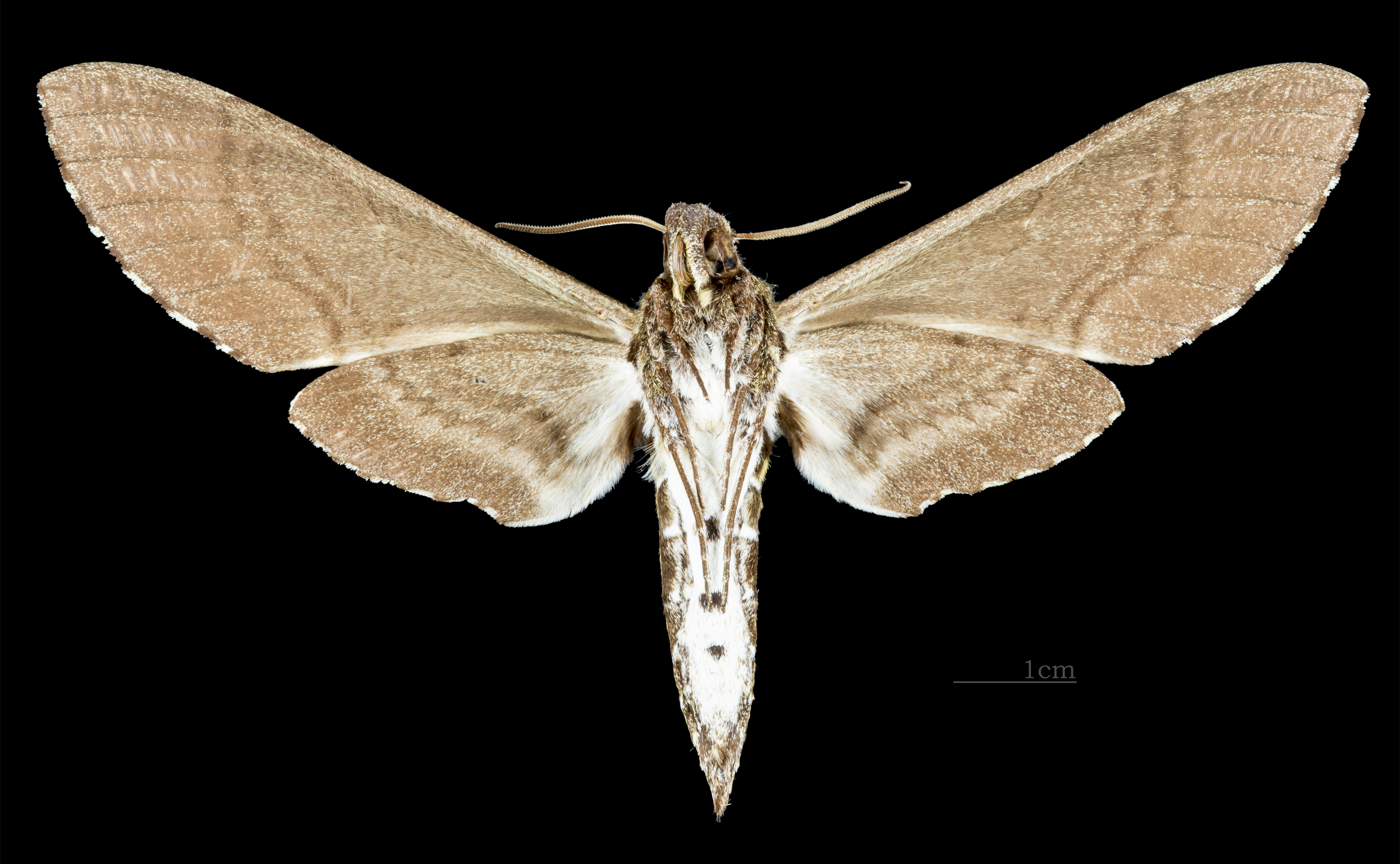
♂ △
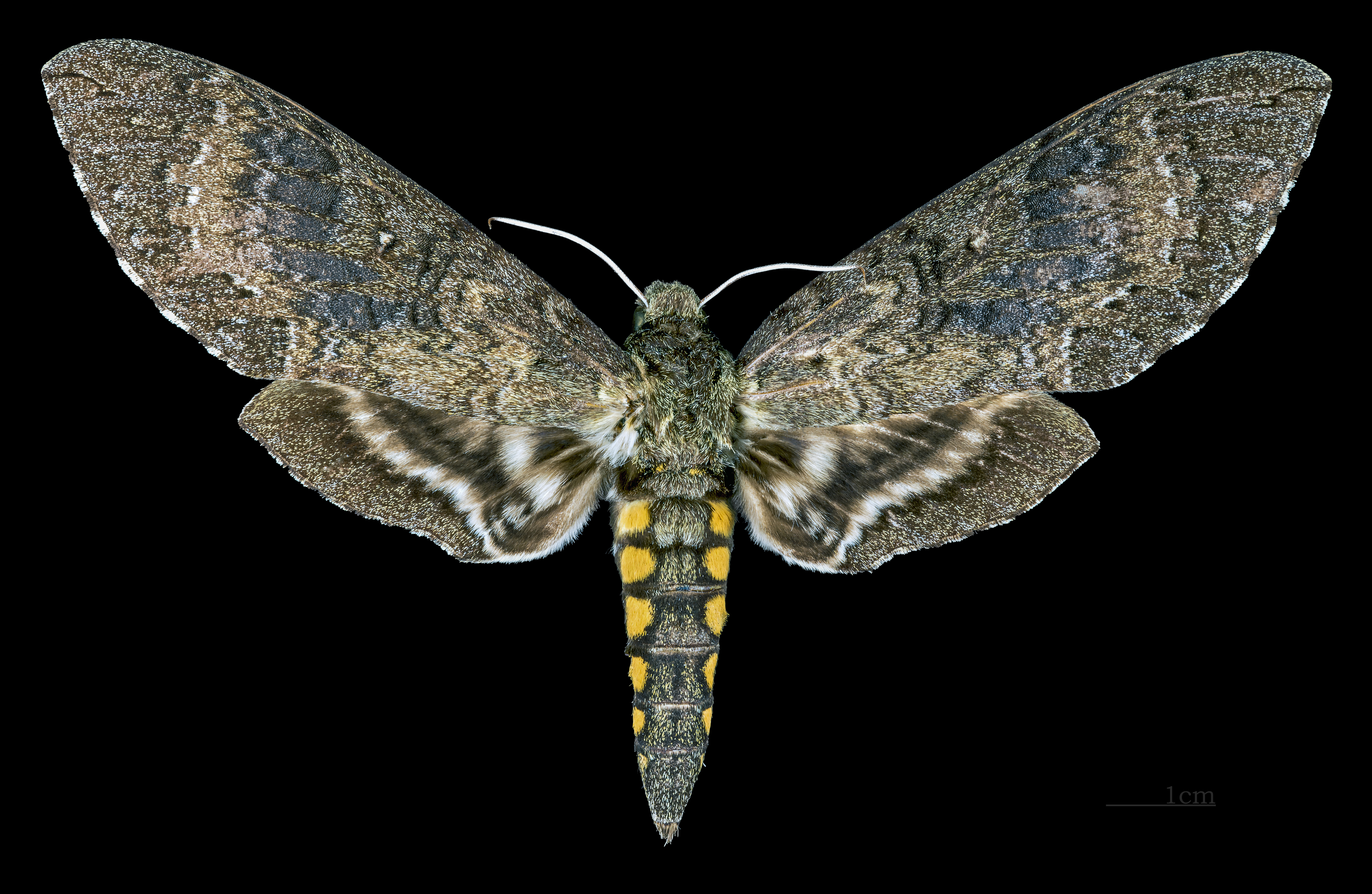
♀
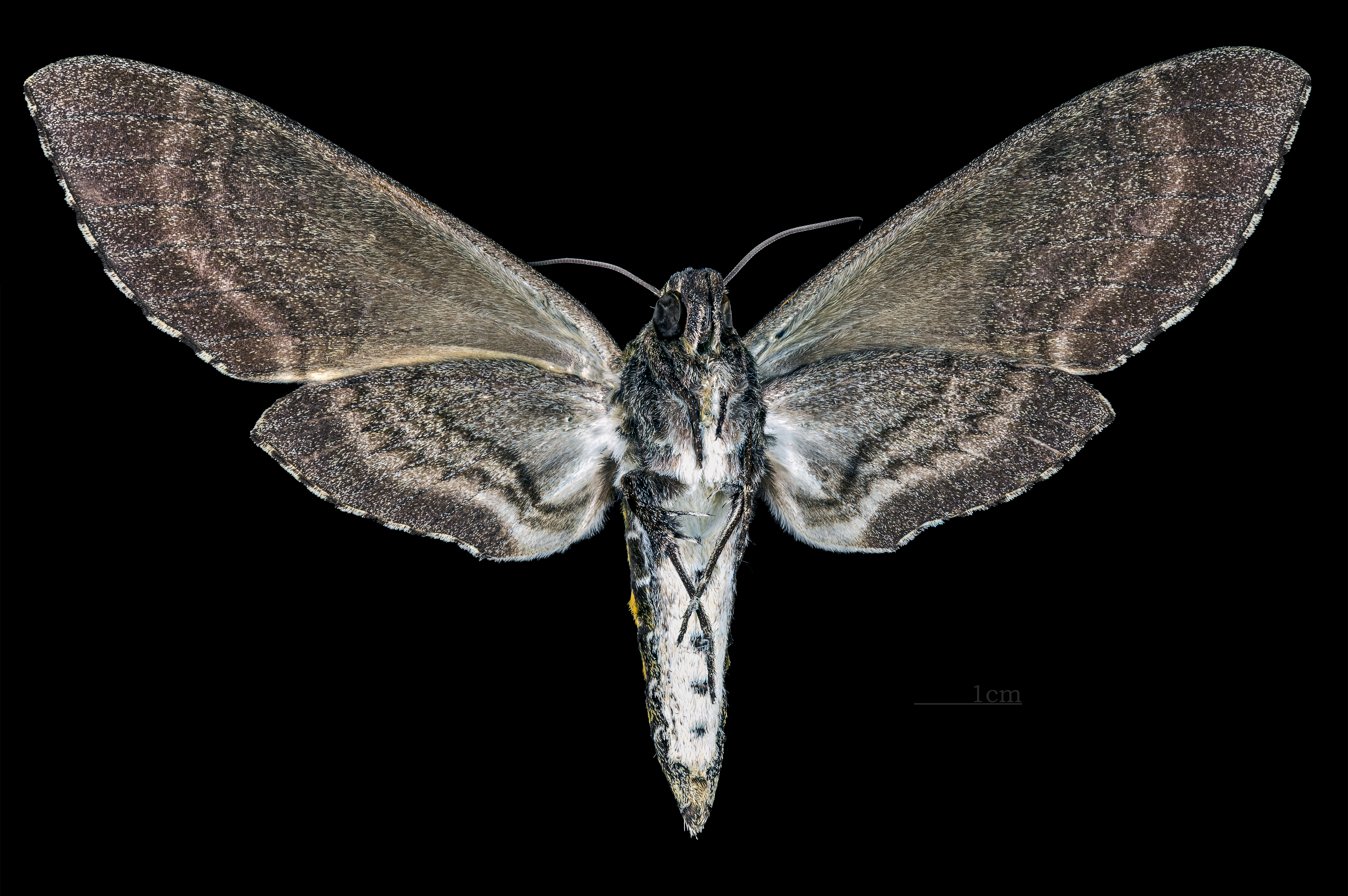
♀ △